# Nares sund
Nares sund (engelska: Nares Strait; danska: Nares Strædet; franska: Détroit de Nares) är sundet mellan Grönland och Ellesmereön i Arktis. I söder gränsar sundet mot Baffinbukten och i norr gränsar det mot Lincolnhavet (del av Norra ishavet). En sydgående havsström för med sig stora mängder arktisk is genom sundet, bland annat från Petermannglaciären som mynnar ut i sundet. 
Mänsklig närvaro i sundet är belagt från 900-talet (se Dorsetkulturen).  Thulefolket och nordiska vikingar kan ha nått området på 1200-talet. 
Sundet är cirka 500 km långt och utgör gränsvatten mellan Danmark och Kanada, som 1964 kom överens om namnet, döpt efter George Nares som ledde Brittiska Arktisexpeditionen 1875–1876 och utforskade sundet. Gränsens läge är dock omstritt gällande Hans ö. Sundet varierar i bredd från cirka 30 km till över 100 km och är från söder till norr uppdelat i flera sund och havsområden: 
- Smiths sund
- Kane Basin
- Kennedykanalen
- Hall Basin
- Robeson Channel

Sundet uppstod under paleogen genom Grönlands separering från den nordamerikanska plattan och tektoniska rörelse mot nordost.

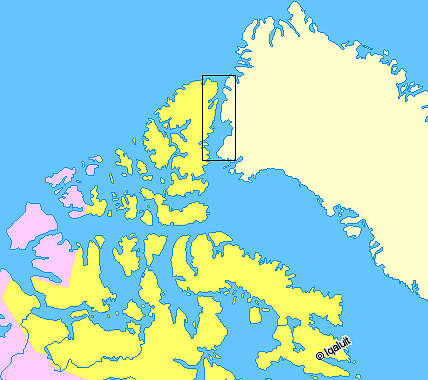
Utsträcknignen av Nares sund (rektangel) mellan Grönland och Ellesmereön.
Nunavut
Grönland
Northwest Territories